# Alfredo Padilla
Alfredo Antonio Padilla (Barranquilla, Atlántico, Colombia, 29 de julio de 1989) es un futbolista profesional colombo-venezolano. se desempeña en el terreno de juego como delantero su último equipo como profesional fue Atlético Vega Real de la Liga Dominicana de Fútbol. Y actualmente se desempeña como DT en el club Boca Juniors de Soledad categoría Primera C. Una Liga Amateur  considerada la tercera liga en importancia en Colombia

## Clubes
| Club                   | País                 | Año                 | Partidos | Goles |
| ---------------------- | -------------------- | ------------------- | -------- | ----- |
| Barranquilla F.C.      | Colombia             | 2006 - Apertura     | 17       | 11    |
| Junior de Barranquilla | Colombia             | 2006 - 2008         | 48       | 10    |
| La Equidad             | Colombia             | 2009 - Apertura     | 11       | 3     |
| Atlético Huila         | Colombia             | 2009 - Clausura     | 15       | 5     |
| Junior de Barranquilla | Colombia             | 2010 - 2011         | 22       | 5     |
| Boyacá Chicó           | Colombia             | 2012                | 15       | 2     |
| Carabobo FC            | Venezuela            | 2012 - 2013         | 34       | 15    |
| Zulia FC               | Venezuela            | 2013 - 2014         | 32       | 7     |
| Uniautónoma            | Colombia             | 2014 - Clausura     | 5        | 0     |
| Trujillanos FC         | Venezuela            | 2015 - 2016         | 36       | 7     |
| Metropolitanos FC      | Venezuela            | 2016-2017           | 34       | 13    |
| El Vigía FC            | Venezuela            | 2017-2018           | 13       | 10    |
| Atlético Vega Real     | República Dominicana | 2018-presente       | 14       | 5     |
| Total en su carrera    | Total en su carrera  | Total en su carrera | 302      | 93    |

## Vida personal
- En la temporada 2008 cuando jugaba para el Junior de Barranquilla anotó el gol que los salvó del descenso.
- Alfredo Padilla también obtuvo la nacionalidad venezolana debido a la cantidad de años que duró jugando a nivel profesional en ese país.

## Palmarés

### Campeonatos nacionales
| Título              | Club   | País     | Año  |
| ------------------- | ------ | -------- | ---- |
| Torneo Finalización | Junior | Colombia | 2011 |